# فریلندورف
فریلندورف (به آلمانی: Frielendorf) یک شهر در آلمان است که در شوالم-ادر واقع شده‌است. فریلندورف ۸٬۰۲۴ نفر جمعیت دارد.